# Neribozomální peptid

Gramicidin S, příklad neribozomálního peptidu, v tomto případě cyklický dekapeptid

Neribozomální peptid je oligomerní peptid, který není syntetizován v ribozomu, ale pomocí jiných enzymatických buněčných komplexů (syntetáz). Není potřeba žádná mRNA ani tRNA, přičemž každý enzym je schopen vyrábět pouze jeden typ peptidu. Syntézy těchto peptidů jsou schopny zejména některé bacily a aktinomycety, ale i vláknité houby. Ke známým neribozomálním peptidům patří cyklosporin, gramicidin, erytromycin a vankomycin, tedy látky, které člověk využívá jako antibiotika k boji s bakteriálními onemocněními.
Například gramicidin S produkuje bakterie Bacillus brevis. Je to cyklický dekapeptid složený ze dvou stejných pentapeptidů a vzniká díky práci dvou enzymů, označovaných jako EI a EII. K aktivaci aminokyselin se využívá hydrolýzy ATP za současného navázání aminokyseliny na enzym thioesterovou vazbou. Řetězec graminicinu obsahuje i neobvyklé neproteinogenní aminokyseliny, jako je ornitin.